# Cylindrogryllus brevipennis
Cylindrogryllus brevipennis är en insektsart som beskrevs av Henri Saussure 1878. Cylindrogryllus brevipennis ingår i släktet Cylindrogryllus och familjen syrsor. Inga underarter finns listade i Catalogue of Life.